# 東京武道館
東京武道館（とうきょうぶどうかん）は、東京都足立区綾瀬3-20-1の都立東綾瀬公園内にある武道館。武道以外の運動競技場としても利用される。指定管理者制度に則って、公益財団法人東京都スポーツ文化事業団（旧 東京都生涯学習文化財団）が運営する。

## 概要
元は東綾瀬公園の中の草野球場だった敷地に、1989年に完成。建築家の六角鬼丈による独特の前衛的な外観の建物である。「雲海山人」という言葉コンセプトに、日本の情景にある山海の自然観や空の雲のような精神的な風景をひし形のモチーフを使って表現したデザインとなっている。 東京武道館の敷地内には5人のアーティストがそれぞれ「地・水・火・風・空」という自然の要素をテーマに作ったアートが配置されている。

なお、隣接する足立区立東綾瀬中学校の体育館は、東京武道館のひし形のモチーフを使っている。

## 館内施設
- 大武道場

床面積約2000平方メートルでナラの積層材によるクッション床。剣道、柔道、合気道、なぎなた、空手、バレーボール、卓球、バドミントンなどの競技で使用可能。
- 第一武道場

289畳の畳敷きの道場。
- 第二武道場

アカマツの無垢板を使用した床面積472.75平方メートルの道場。
- 弓道場
- トレーニングルーム
- 大研修室
- 和研修室
- 茶室
- 情報資料コーナー

## 東京武道館で開催された主なイベント

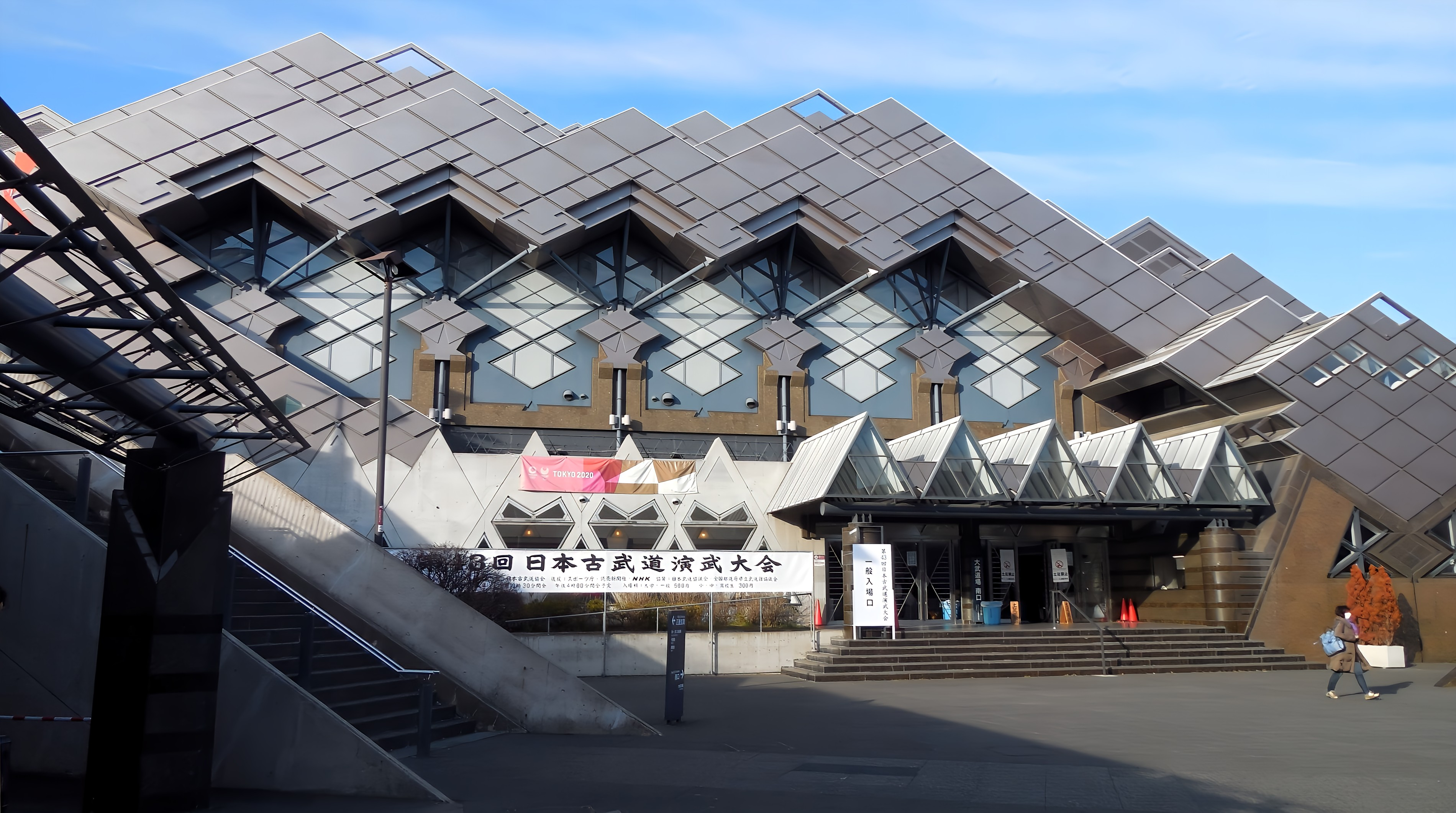
東京武道館 正面
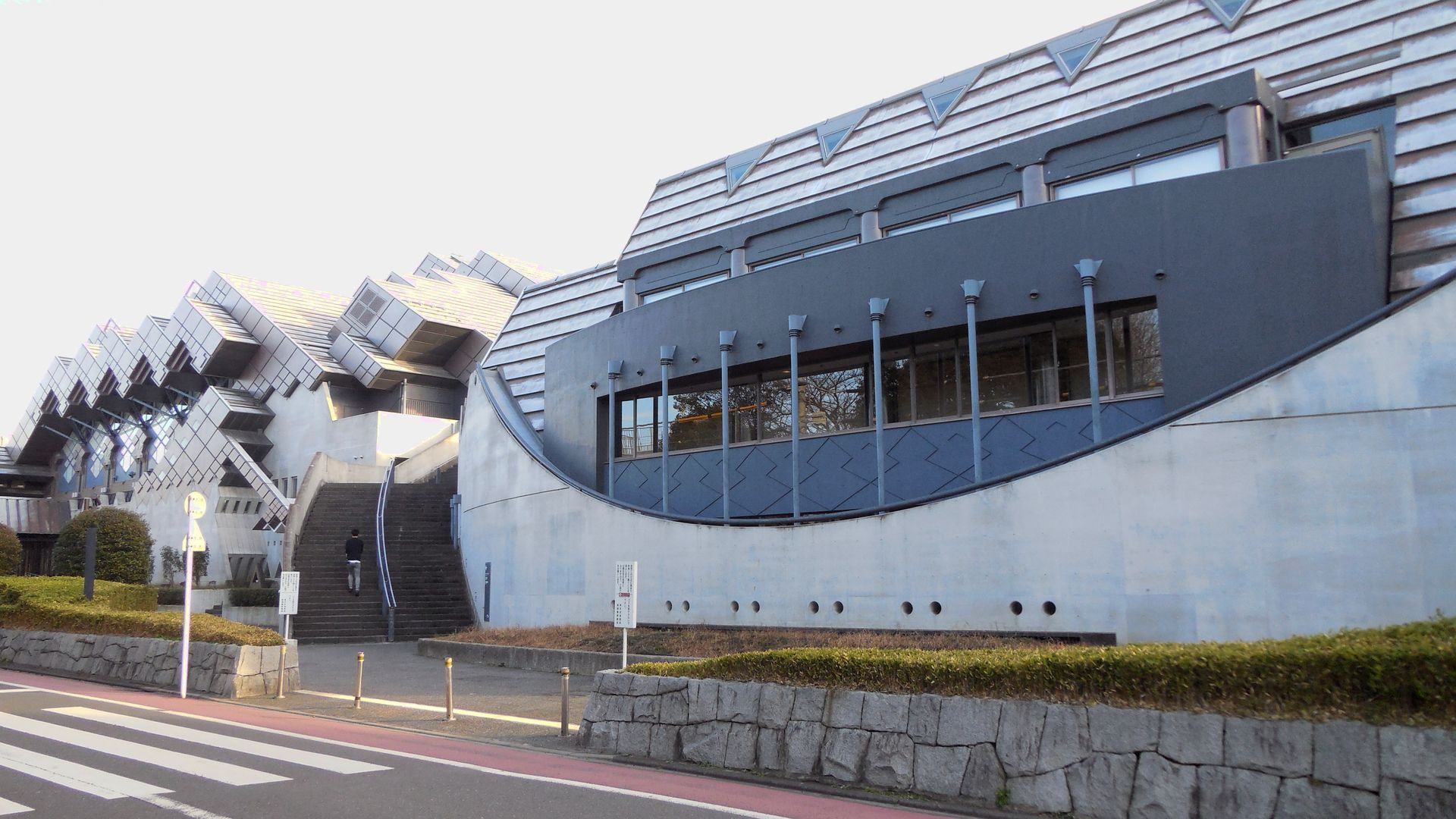
東京武道館 北側撮影
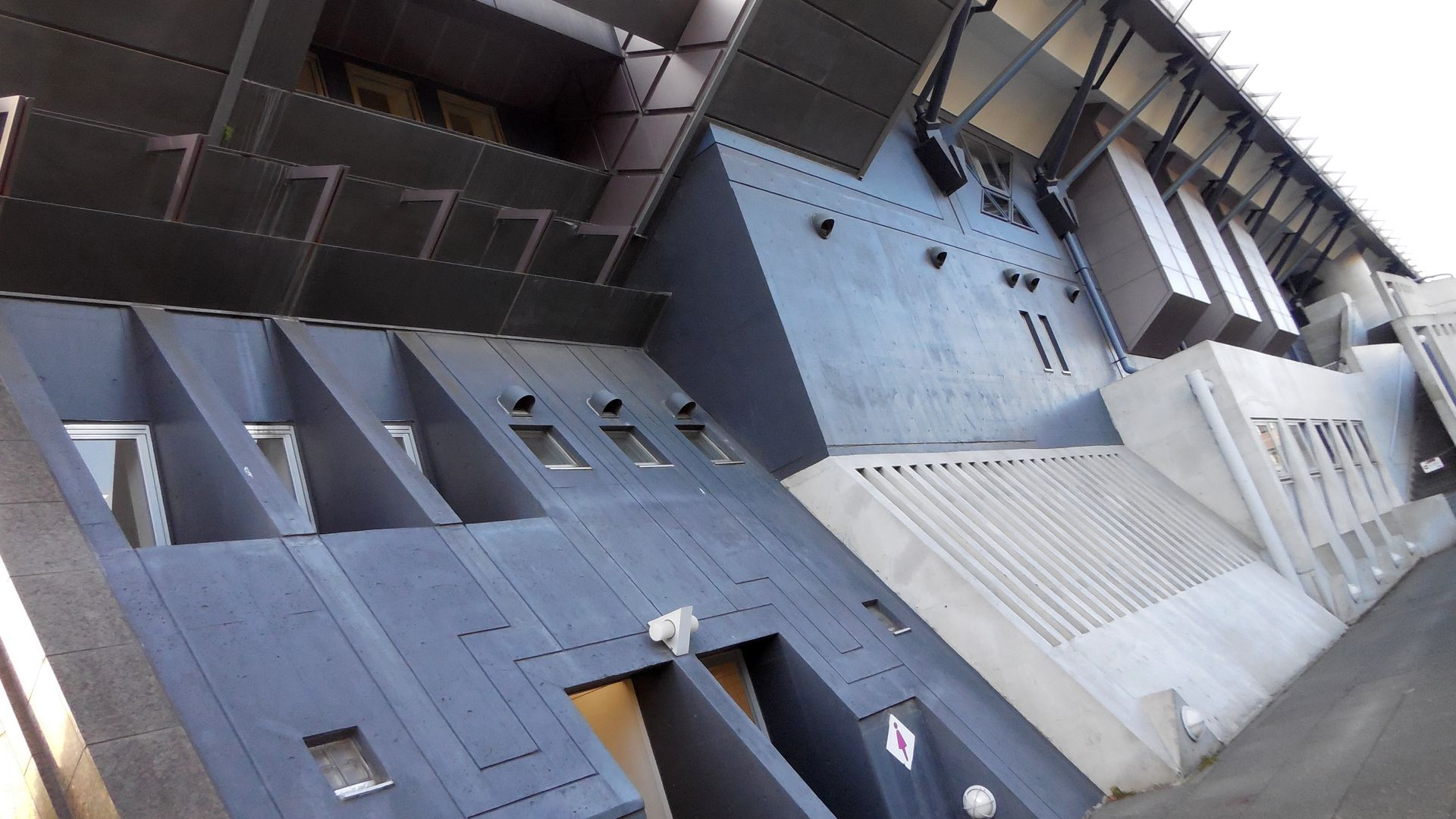
東京武道館 側面撮影
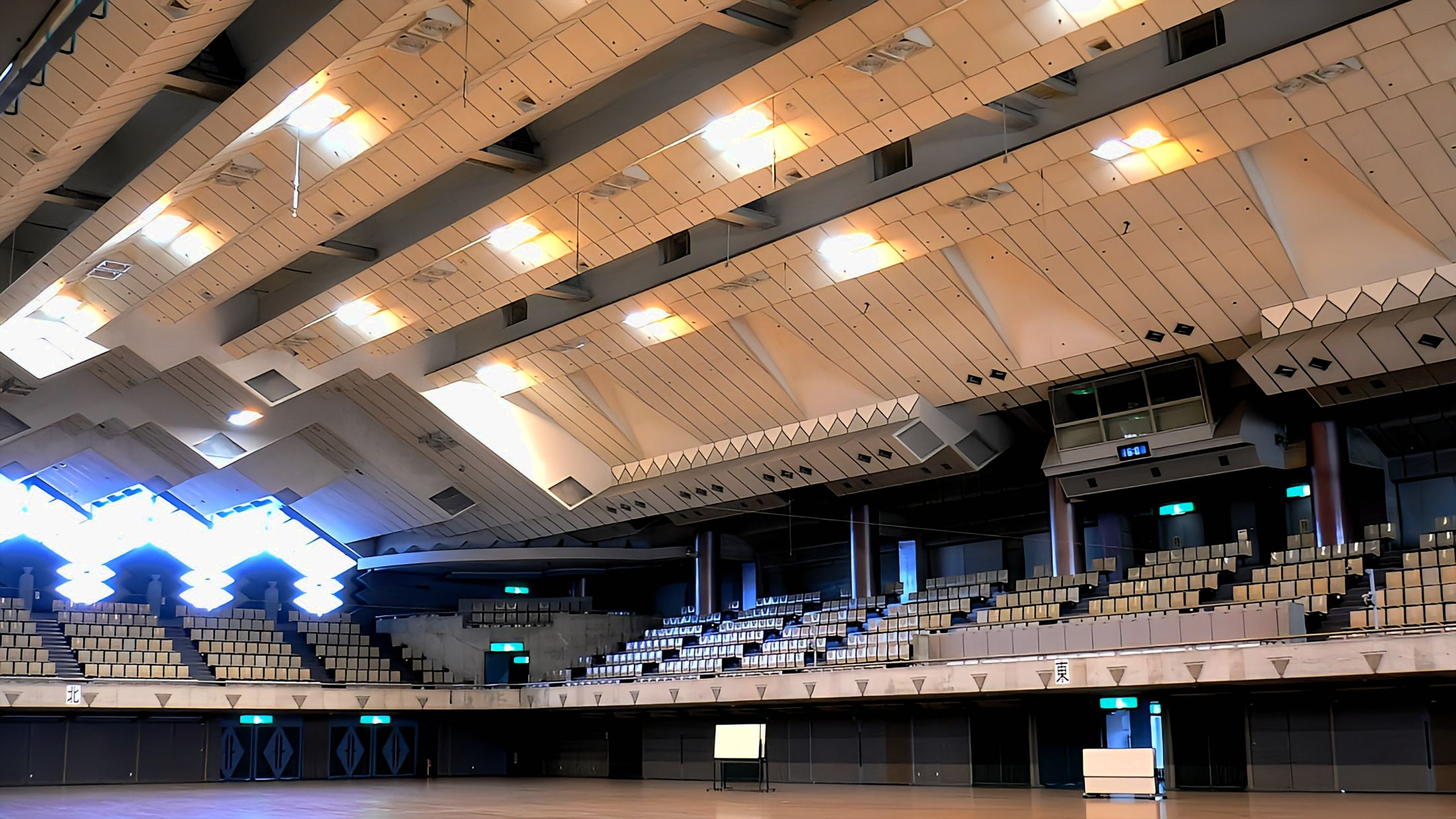
競技室内の様子

- プロボクシング

世界ボクシング協会（WBA）世界フライ級選手権試合（1991年3月14日）
レパード玉熊（国際）  vs. エルビス・アルバレス（ コロンビア）
- プロレス

新日本プロレスIWGPヘビー級選手権試合（2002年4月5日）
安田忠夫 vs. 永田裕志
全日本女子プロレス、LLPW、DRAGON GATEなどでも使用歴あり
- バレーボール

全日本バレーボール大学男女選手権大会
写真で見る建物のデザイン
- 東京武道館 正面
- 東京武道館 北側撮影
- 東京武道館 側面撮影
- 競技室内の様子

## 交通
- 鉄道
  - 綾瀬駅（東口徒歩5分）：
- バス
  - 綾瀬駅停留所：
停留所名は各社・バスで微妙に異なる
    - 高速バスいわき号
    - 京成タウンバス・京成バス（綾01、綾02、新小51）
    - 東武バスセントラル（綾21、綾22、綾23、綾24、綾32、綾33、綾34、綾37、綾40、綾40-2、綾61、綾62）
    - はるかぜ（第1弾、第2弾、第9弾、第12弾）
    - レインボーかつしか（有73）
    - さくら

## その他
運営団体を同じくする以下の施設も、共通システムで団体利用予約できる。
- 東京体育館
- 駒沢オリンピック公園総合運動場
- 東京アクアティクスセンター
- 東京辰巳国際水泳場